# Withersdale
Withersdale is een plaats in het Engelse graafschap Suffolk. Samen met Mendham vormt het de civil parish Mendham and Withersdale. Van de dorpskerk, die aan Maria Magdalena is gewijd, dateert het schip uit de elfde eeuw of eerder. Zij staat op de Britse monumentenlijst.